# Мартінев
Мартінєвес — село та громада, що знаходиться в окрузі Літомержиці.

## Історія
Перша письмова згадка про село датується 1226 роком . 

## Населення
| | 1869 рік | 1880 рік | 1890 рік | 1900 рік | 1910 рік | 1921 рік | 1930 рік | 1950 рік | 1961 рік | 1970 рік | 1980 рік | 1991 рік | 2001 рік | 2011 рік |
| --- | -------- | -------- | -------- | -------- | -------- | -------- | -------- | -------- | -------- | -------- | -------- | -------- | -------- | -------- |
| Мешканці | 214      | 264      | 247      | 262      | 230      | 260      | 177      | 131      | 436      | 379      | 99       | 99       | 97       | 78       |
| Будинки | 35       | 32       | 39       | 39       | 39       | 45       | 47       | 43       | 210      | 132      | 28       | 32       | 35       | 38       |
| Таблиця показує у 1961-1970 рр. інформацію частини Погоржиці. Інформація з 1961 року показує також будинки частини Харватиці. |          |          |          |          |          |          |          |          |          |          |          |          |          |          |

## Пам'ятки
- Каплиця
- Голгофа
- Бюст Отакара Хостінського

На західній межі кадастру Мартінєвес, практично вже в кадастровій зоні Мшене-Лазнє, на березі Мшенського струмку, знаходиться пам’ятка природи Na Dlouhé stáni .

## Народились
У селі народився естетик, теоретик музики і театру, професор Празького університету Отакар Гостінський .

## Галерея

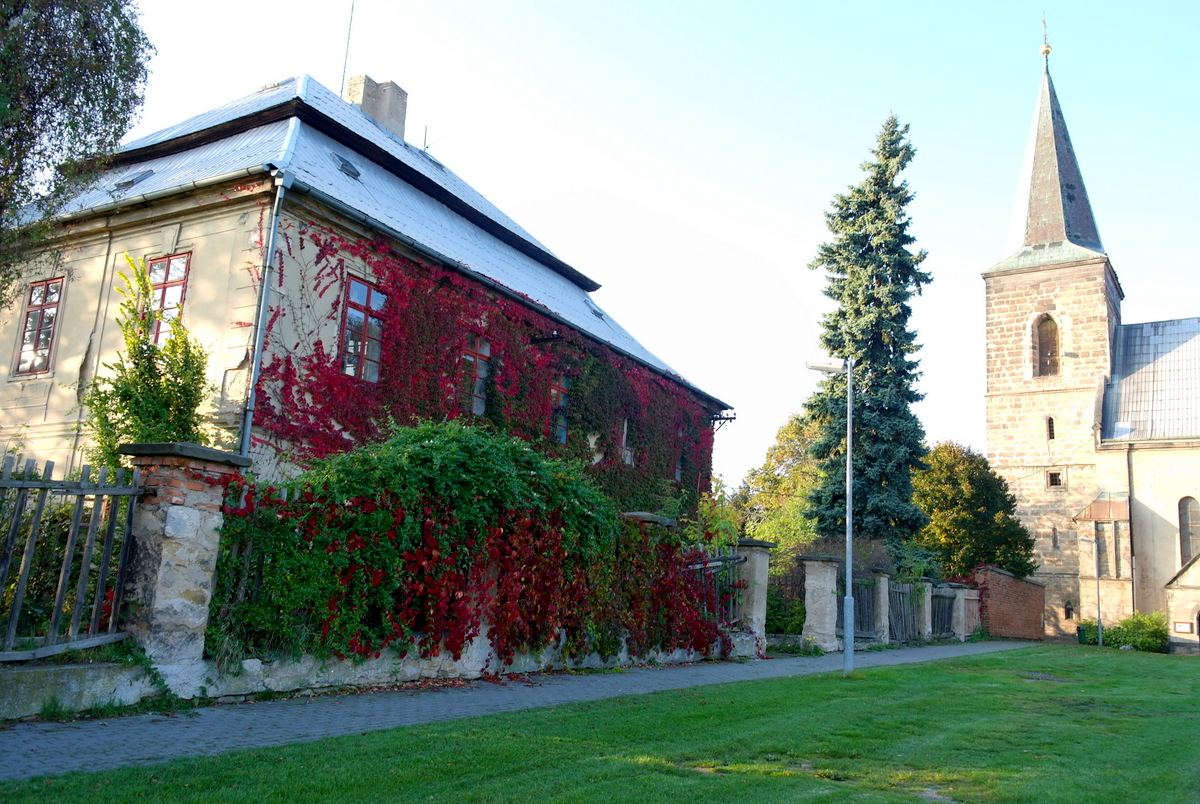
Партія і церква в Харватицях
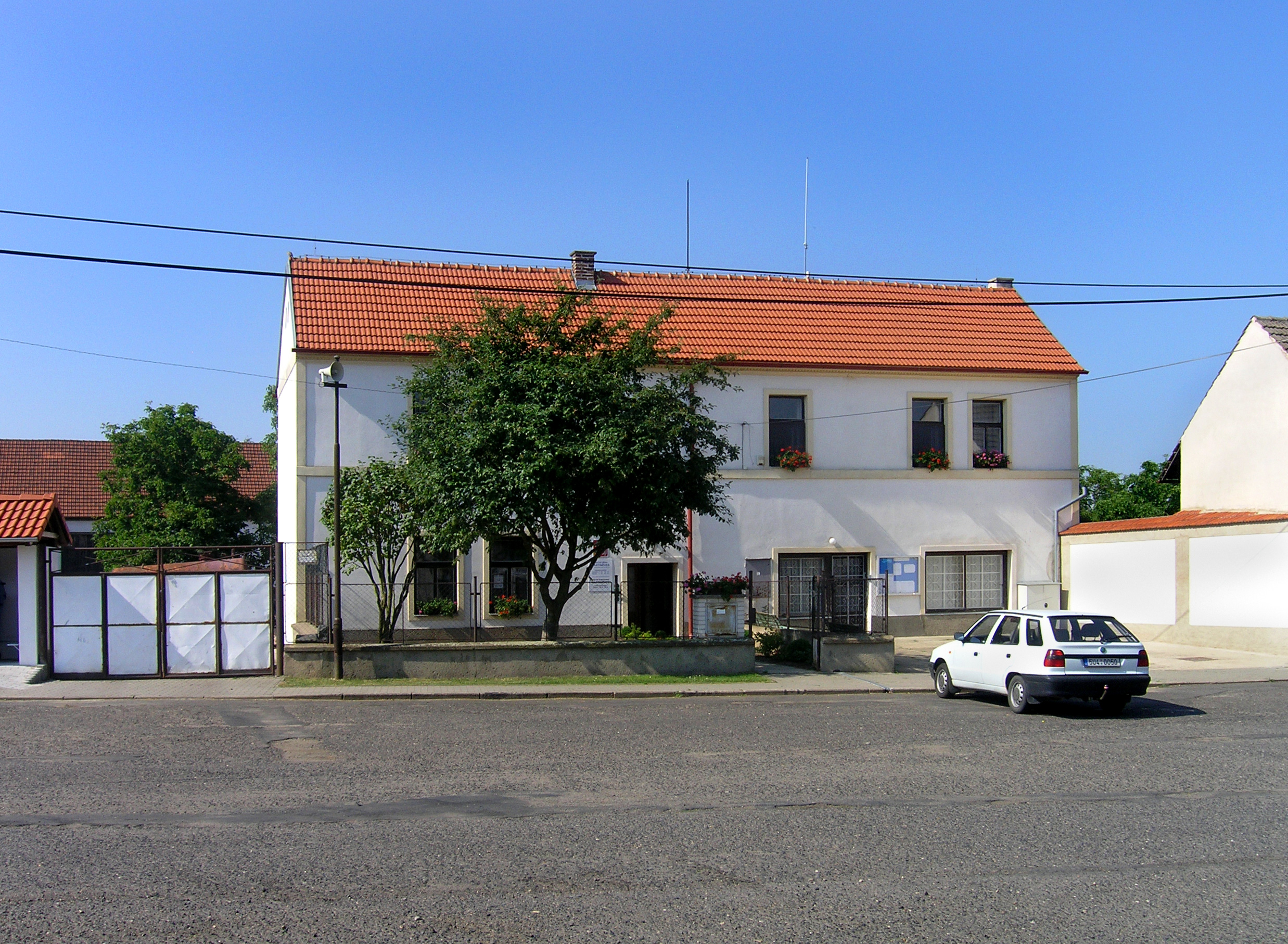
Муніципальна канцелярія
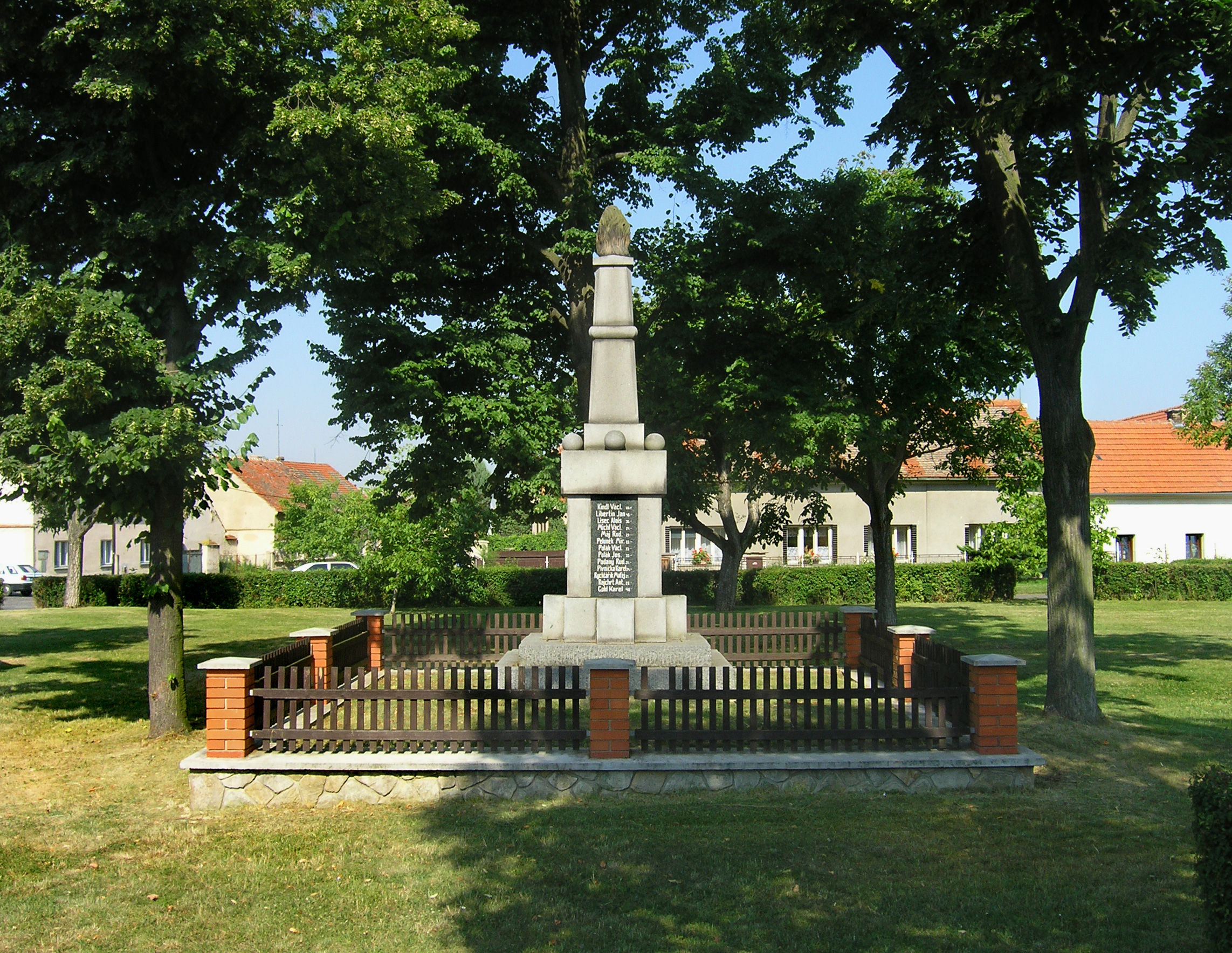
Погоржиці, меморіал жертвам Першої світової війни
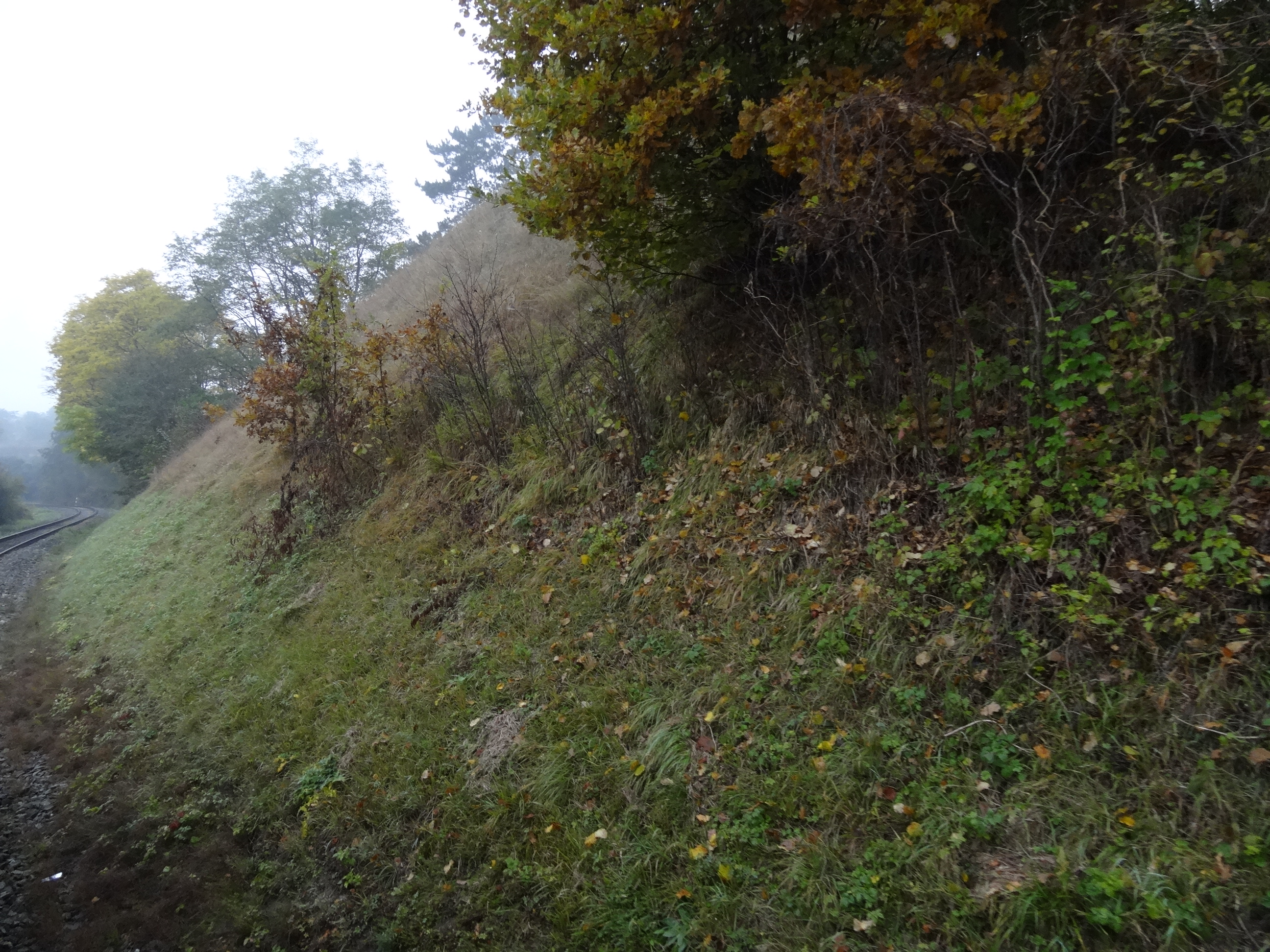
Залізнична лінія та пам'ятка природи Na Dlouhé stani
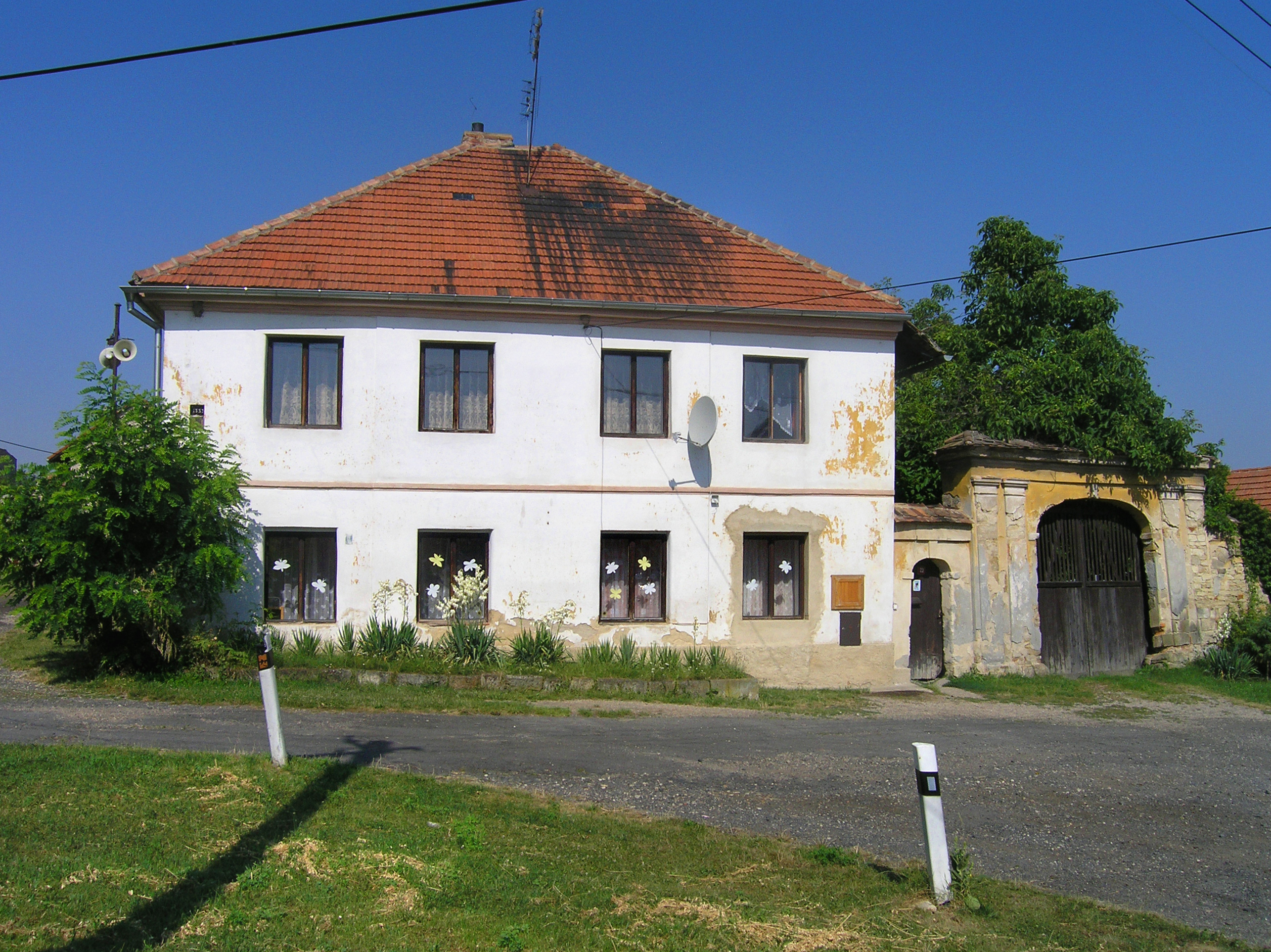
Хата на західній стороні села

## Частини громади
- Мартінєвес
- Харватиці
- Погоржиці
- Радешін